# النساء في روما القديمة

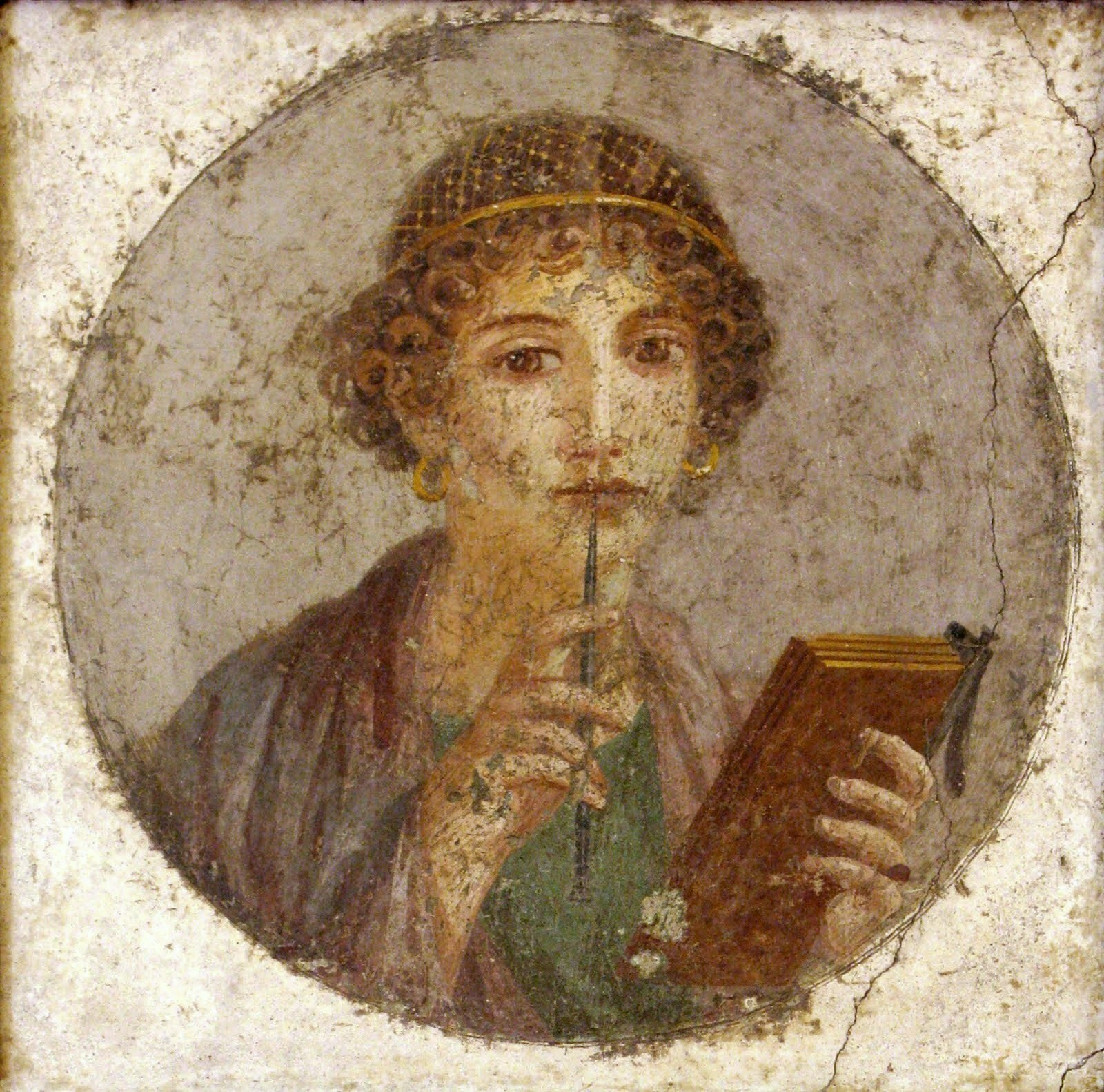
فتاة رومية (نحو 50 ميلادي)

هذه المقالة التاريخية الآثارية يمكن إدراجها أيضاً ضمن أبحاث الجندر (علم النوع الاجتماعي)، حيث أن دارسوا العلوم الإنسانية ما برحوا يعالجون القضايا الأثرية التاريخية من وجهة نظر ذكورية، وهذا النوع من الدراسات المهتمة بالنساء لا يزال في طوره الأولي.
حظيت النساء- إن كن ولدن حرات- في المجتمع الرومي القديم بإمكانيات أكثر مقارنة مع المجتمعات القديمة الأخرى، فحياتهن لم تكن معزولة عن الحياة العامة كما في اليونان القديمة مثلاُ.
وإن كانت النساء مُحددات الأهلية القانونية، إلا أنهن لم يختلفن في ذلك عن معظم الرجال، ومن هنا فإن الكثيرات من النساء استطعن ممارسة حياة مستقلة، لكن حقوقهن لم تتجاوز شخوصهن، فلم يكن بإمكانهن أن يصبحن وصيات قانونيات أو كفيلات أو سياسيات أو موظفات دولة. وقد تعلّق وضع المرأة في المجتمع الرومي بوضوح بالسوية الاجتماعية لعائلتها، أما الإماء فلا حقوق لهن. 							
بسبب شح المصادر عن التاريخ الرومي المبكر، وأيضاً التغيرات الاجتماعية والقانونية العميقة بدءً من القرن الثالث والرابع الميلاديين، تُعالج هذه المقالة وضع النساء فيما يسمى العصر الرومي الكلاسيكي (آخر قرني العصر الجمهوري وأول قرني العصر القيصري أو ما يسمى العصر الإمبراطوري)

## الوضع الاجتماعي

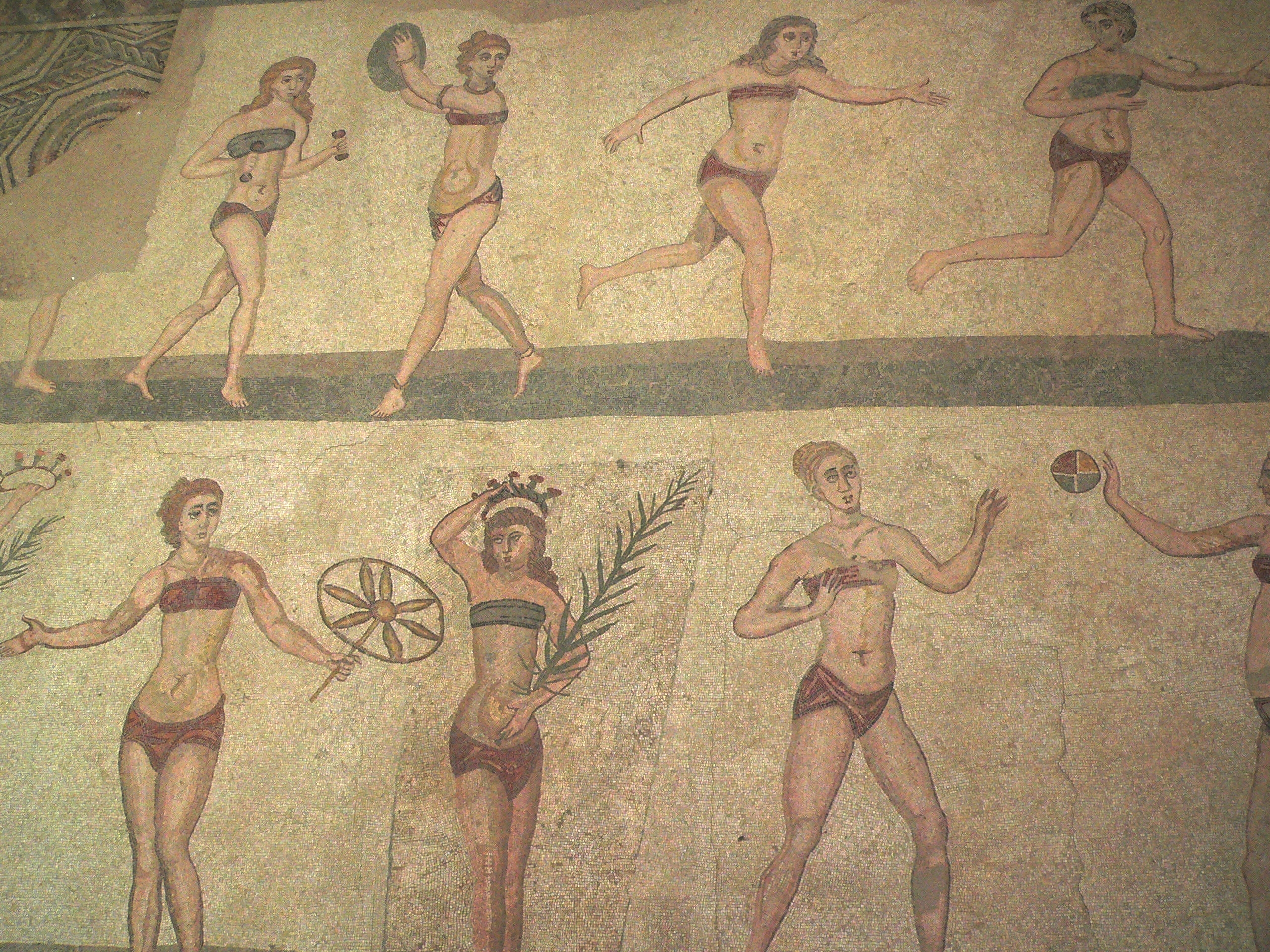
فسيفساء "فتيات البيكيني" الشهيرة (التي عثر عليها من خلال التنقيب الأثري في الفيلا الرومانية القديمة بالقرب من ساحة أرميرينا في صقلية)